# 1992 no teatro

## Nascimentos
| Data          | Nome            | Profissão | Nacionalidade | Observações | Ref |
| ------------- | --------------- | --------- | ------------- | ----------- | --- |
| 21 de janeiro | Marcela Barrozo | atriz     | Brasil        |             |     |

## Mortes
| Data          | Nome             | Profissão                              | Nacionalidade | Observações | Ref |
| ------------- | ---------------- | -------------------------------------- | ------------- | ----------- | --- |
| 8 de outubro  | Newton Navarro   | dramaturgo, poeta, desenhista e pintor | Brasil        | n. 1928     |     |
| 1 de novembro | Eugénio Salvador | ator, dançarino e comediante           | Portugal      | n. 1908     |     |